# Westerlo (deelgemeente)
Westerlo  is een deelgemeente van de gemeente Westerlo in de Belgische provincie Antwerpen. Het is met een oppervlakte van 26,81 km² de grootste deelgemeente binnen de gelijknamige gemeente. 
Tot de deelgemeente behoren de dorpen Westerlo, Heultje en Voortkapel. 
Deelgemeenten: Oevel · Tongerlo · Westerlo · Zoerle-Parwijs

Overige plaatsen: Heultje · Oosterwijk · Voortkapel · Westerlo

Belgische gemeenten · Arrondissement Turnhout · Antwerpen · Vlaanderen